# Augustaea formicaria
Augustaea formicaria là một loài nhện trong họ Salticidae.
Loài này thuộc chi Augustaea. Augustaea formicaria được Szombathy miêu tả năm 1915.